# Uiver

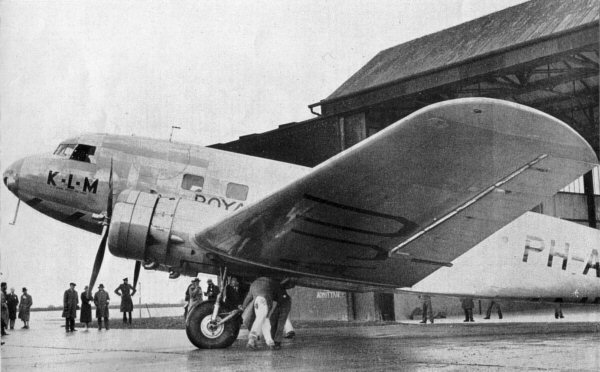
KLM Douglas DC-2 PH-AJU Uiver

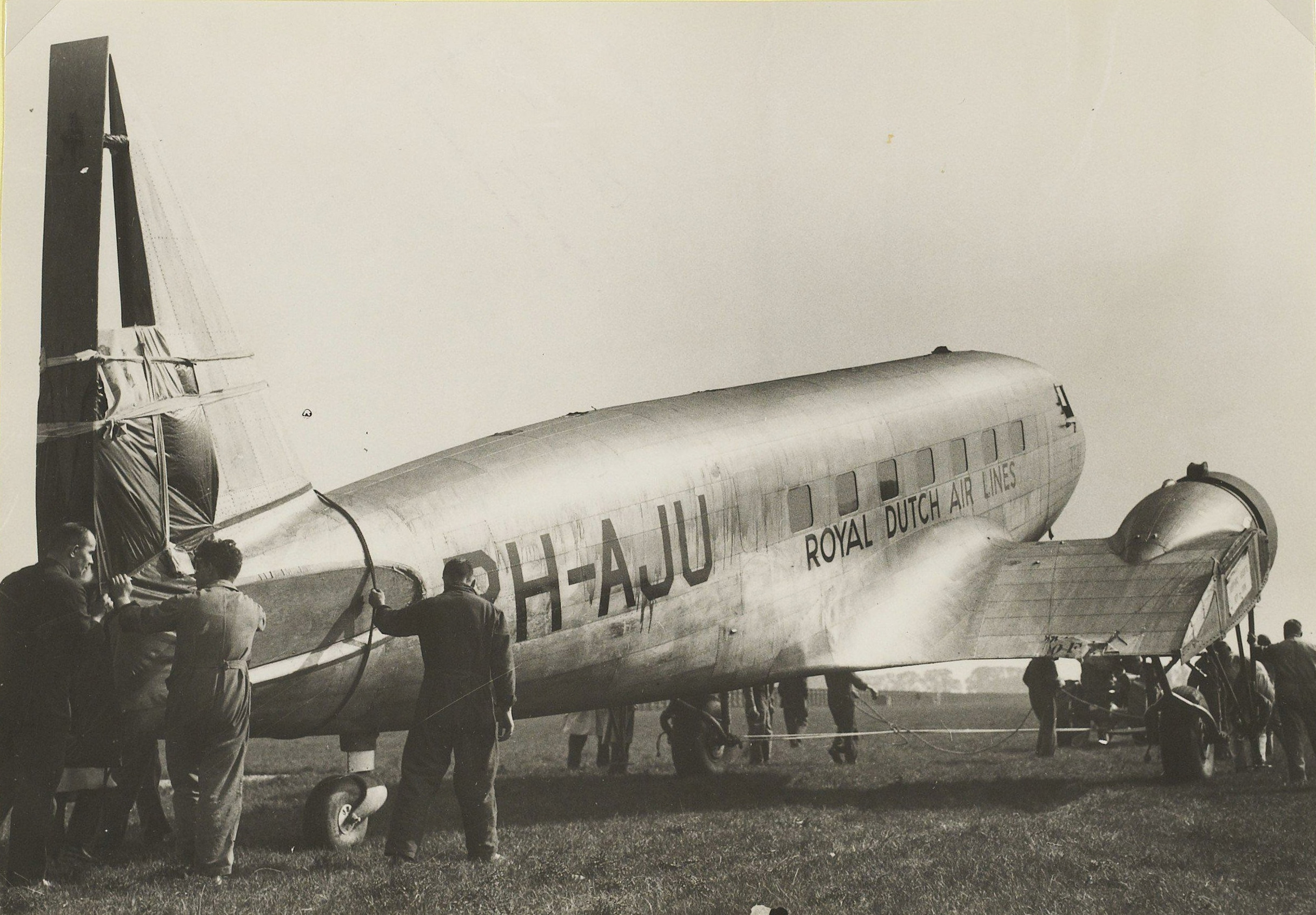
De PH-AJU, zonder vleugels, bij aflevering op vliegveld Waalhaven, 13 september 1934.

Uiver is de naam van het Douglas DC-2 passagiersvliegtuig met de registratie PH-AJU van de Nederlandse vliegtuigmaatschappij KLM. Deze innovatieve, aluminium machine werd in 1934 een beroemdheid, zowel in Nederland als internationaal, door het winnen van de Melbourne race. Datzelfde jaar nog, in een poging om in een nieuwe recordtijd te vliegen, ging het vliegtuig bij een vliegramp verloren. Hierbij kwamen alle zeven inzittenden om het leven. Het rapport dat de KLM onder directeur Albert Plesman en minister Jacob Kalff verantwoordelijk hield voor de ramp, werd in de doofpot gestopt.

## Naam
De KLM noemde haar vliegtuigen naar vogels waarvan de eerste letter overeenkomt met de laatste letter van het registratieteken. Zo heette de PH-AIP Pelikaan en de PH-AJA Arend. Er werden zelfs vogels vernoemd die niet kunnen vliegen, zoals de Haan en de Nandoe. Het vliegtuig PH-AJU was een probleem, want er was al een machine met de naam Uil en er was in het standaardnederlands geen andere vogelnaam met een U, totdat iemand op het idee kwam dat een ooievaar in het Betuws dialect Uiver heet.

## Aflevering en eerste vlucht

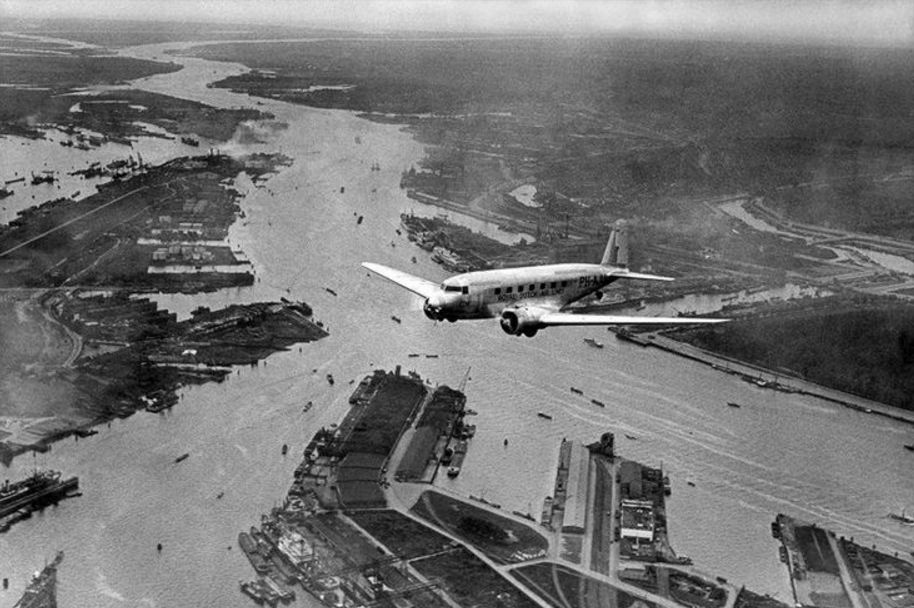
Eerste vlucht boven de haven van Rotterdam, 19 september 1934

De eerste Douglas DC-2 werd op 28 maart 1934 door de KLM besteld. De Uiver had de typeaanduiding DC-2-115A en werd in de zomer van 1934 als achttiende DC-2 gebouwd door de Douglas Aircraft Company in Santa Monica (Californië) in de Verenigde Staten. Na acceptatie werd het toestel op 22 augustus 1934 overgevlogen naar New York en daar deels gedemonteerd om aan boord van het s.s. Statendam naar Rotterdam te worden vervoerd. Op 13 september 1934 kwam het schip daar aan. De machine werd naar het Rotterdamse vliegveld Waalhaven overgebracht. Na assemblage door de Technische Dienst van de KLM maakte het toestel op 19 september 1934 zijn eerste vlucht boven Nederlandse bodem. Op 28 september werd het Uiver gedoopt.
Het toestel baarde opzien door de toen moderne constructie van aluminium. Tot dan toe waren vliegtuigen van hout en deels bespannen met linnen. Na een aantal vliegrampen in de VS werd gezocht naar veiliger materialen. De KLM was zo enthousiast over de nieuwe aanwinst, dat zij onmiddellijk nog veertien DC-2's bij Douglas bestelde. Die zouden geassembleerd worden door Fokker, het bedrijf dat tot dan toe de voornaamste vliegtuigleverancier van de KLM was geweest.

## Melbourne-race

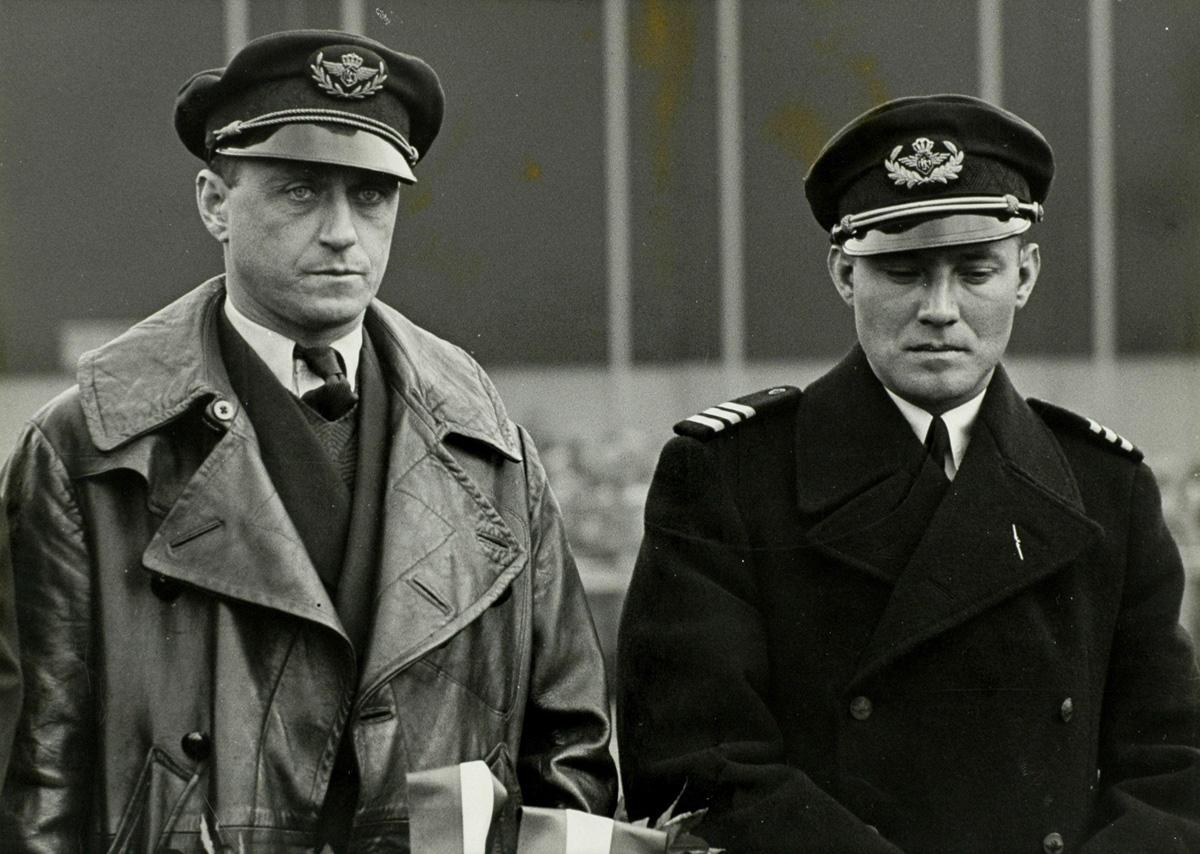
Gezagvoerder Koene Dirk Parmentier (r.) en co-piloot Jan Moll

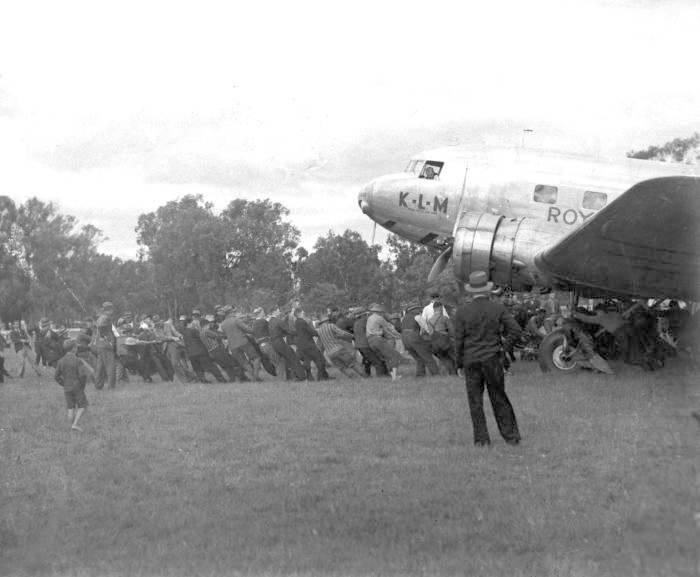
Een grote groep mannen trekt aan touwen de Uiver uit de modder, Albury, 22 oktober 1934

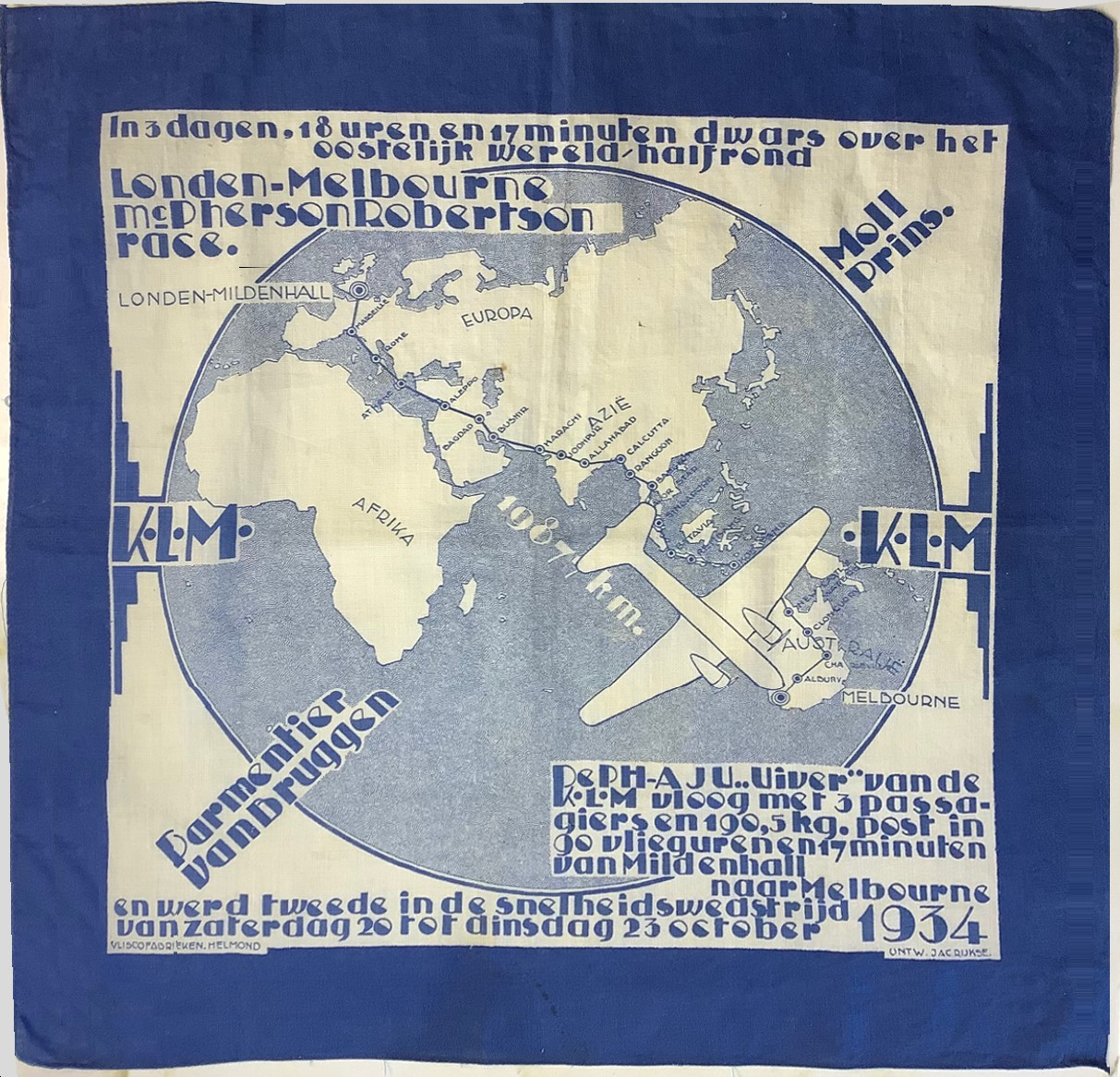
KLM-servet

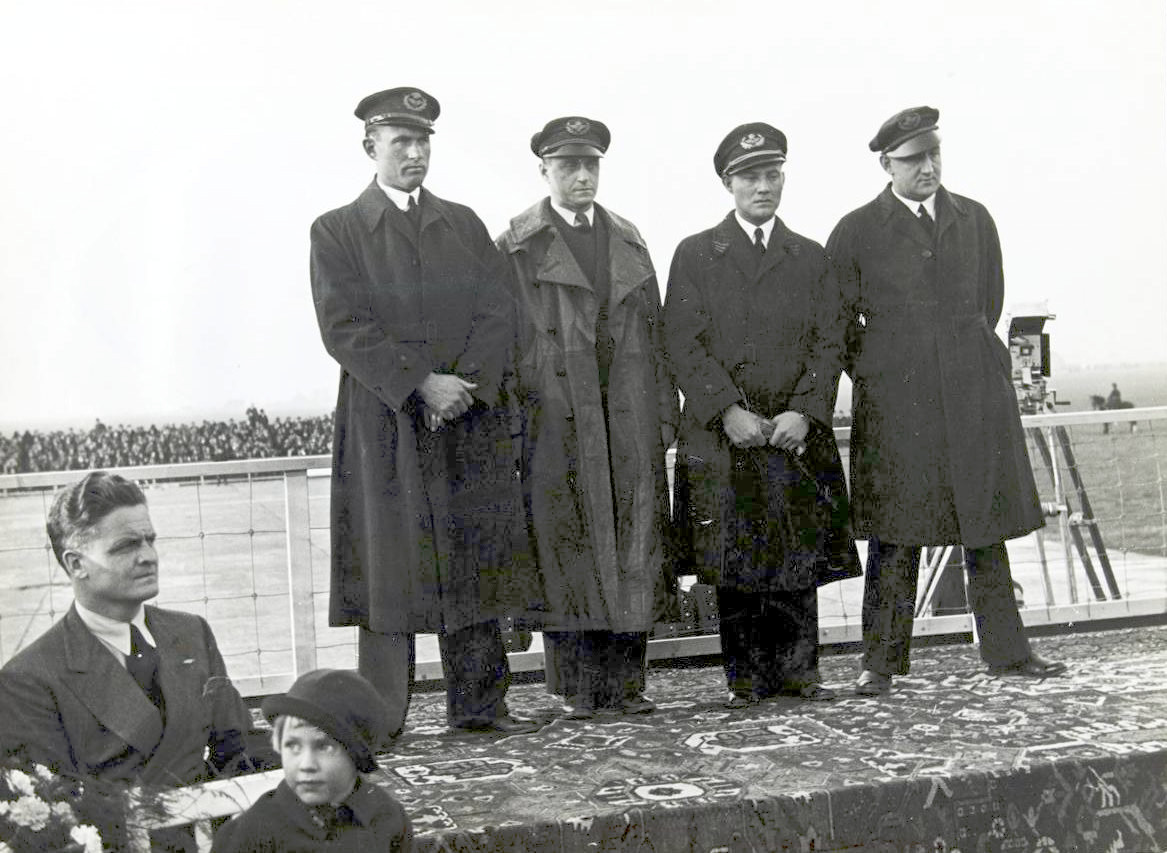
Huldiging van de Uiver-bemanning op vliegveld Waalhaven, 30 november 1934. V.l.n.r. Prins, Moll, Parmentier, Van Brugge

De Uiver werd in 1934 vooral beroemd door een vlucht van Mildenhall in Suffolk naar Melbourne in Australië. De MacRobertson Londen - Melbourne luchtrace werd georganiseerd om het eeuwfeest van Melbourne te vieren. De race duurde van 20 tot 24 oktober. De bemanning van de Uiver bestond uit gezagvoerder Koene Dirk Parmentier, eerste officier Jan Moll, boordwerktuigkundige Bouwe Prins en telegrafist Cornelis van Brugge. Aan boord waren drie passagiers, de Nederlanders P.M. Gilissen en R.J. Domenie en de Duitse pilote en journaliste Thea Rasche. Ook werd 190,5 kilogram bagage en post meegenomen.

### Verloop van de race
De Uiver won het handicapklassement van de race. Over 19 877 km had het toestel 90 uren en 17 minuten gedaan. In het algemeen klassement werd de Uiver tweede, na het duo C.W.A. Scott en Tom Campbell Black, dat de afstand in de rode De Havilland DH.88 Comet Grosvenor House in 71 uur had afgelegd. Als derde arriveerden Clyde Pangborn en Roscoe Turner in 92 uur 55 minuten met de Boeing 247, het metalen verkeersvliegtuig dat in de VS de rechtstreekse concurrent was van de Douglas DC-2.
Een van de bekendste gebeurtenissen tijdens de race was de noodlanding die de Uiver moest maken op het laatste traject tussen Charleville (Queensland) en Melbourne. Door het slechte weer was Parmentier genoodzaakt het vliegtuig op de paardenrenbaan van Albury aan de grond te zetten. Hij deed dit na een oproep van het plaatselijke radiostation voor automobilisten om de renbaan met hun koplichten te verlichten. De renbaan was echter erg moerassig en de volgende morgen moest het vliegtuig met man en macht naar een drogere plek worden gesjouwd voordat het voor de laatste 250 km naar Melbourne kon opstijgen. Opnieuw hielp de plaatselijke bevolking enthousiast mee.
In Australië waren vliegtuig en bemanning het middelpunt van een feestelijke huldiging. Op 21 november landde de Uiver weer in Nederland, waar opnieuw grootse feestelijkheden plaatsvonden.

### Uiver-rage

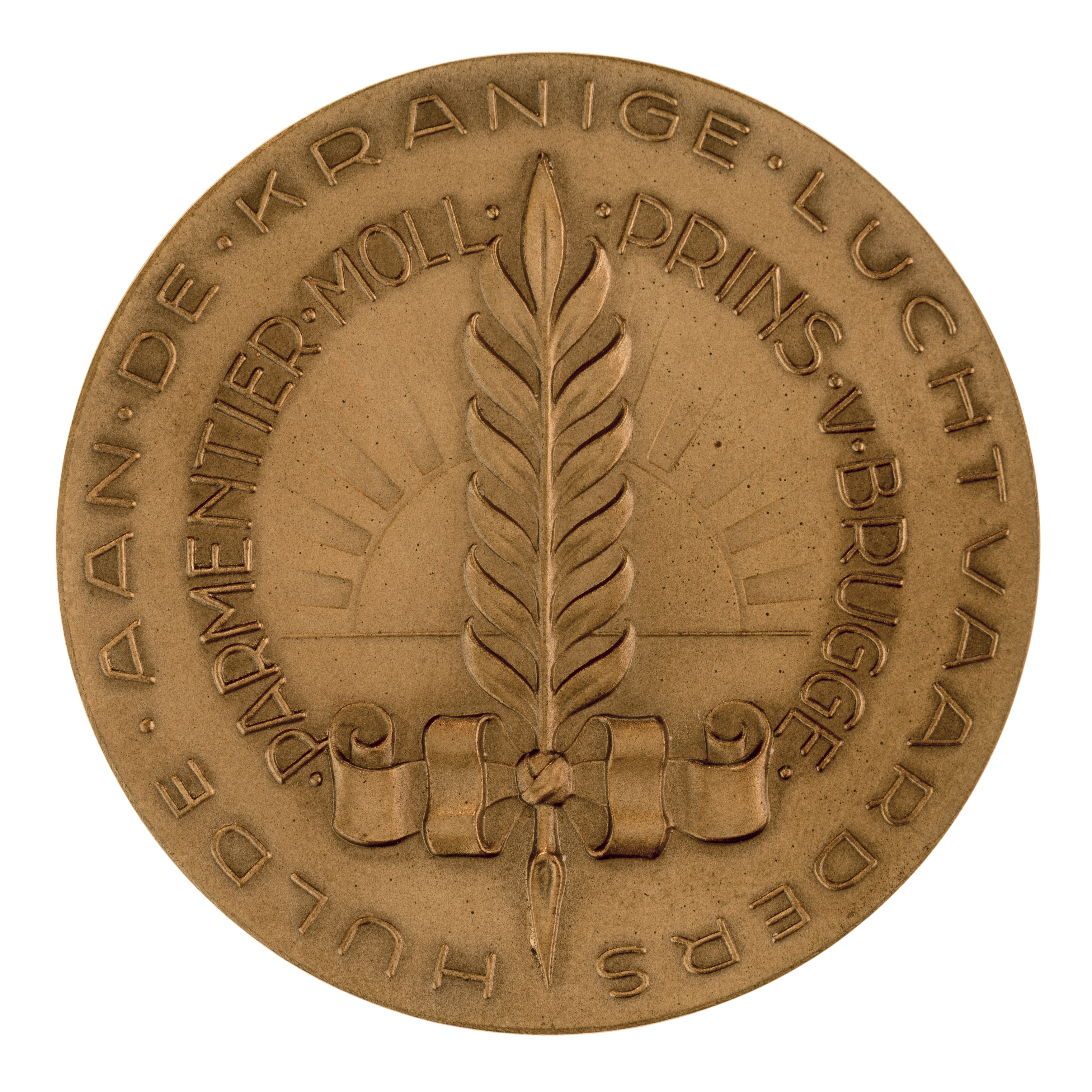
Hulde aan de kranige luchtvaarders

Na het succes in de Melbourne-race ontstond in Nederland een ware Uiver-rage. De bemanningsleden werden als helden gehuldigd. Er verschenen tal van memorabilia, zoals:
- een bronzen legpenning van 5 cm doorsnee, met de tekst Hulde aan de kranige luchtvaarders
- diverse gedenkboeken
- een aardewerken herdenkingswandbordje van Plateelbakkerij Zuid-Holland in Gouda.
- een KLM Uiver-lepeltje
- een messing herinneringsplaquette
- een KLM servet

De Uiver werd ook het onderwerp van diverse liederen:
- Louis Davids zong een tekst van Jacques van Tol, met als refrein:

Daar komt een Uiver gevlogen
en heel de lucht hoort aan hem:
het zijn de Hollandsche jongens
van onze pracht-K.L.M.!
- Bob Scholte bezong de Uiver in 't Is alweer de K.L.M.,[12] gecomponeerd door Kovacs Lajos,[13] met als refrein:

't Is alweer de K.L.M.
die komt over land en zee
't Is alweer de K.L.M.
nu met Moll en Parmentier!
Uiver, prachtige vogel snel en sterk
recht op je doel af, dát is werk!
- Willy Schootemeijer componeerde een Uivermarsch.[14]
- Gerrit van Weezel schreef het marslied London-Melbourne.[15]
- De Noord-Brabantse rozenkweker Jacobus Verschuren vernoemde eind jaren dertig een roos naar Parmentier, Aviator Parmentier, waaraan in 1941 octrooi werd verleend voor de Amerikaanse markt.[16]

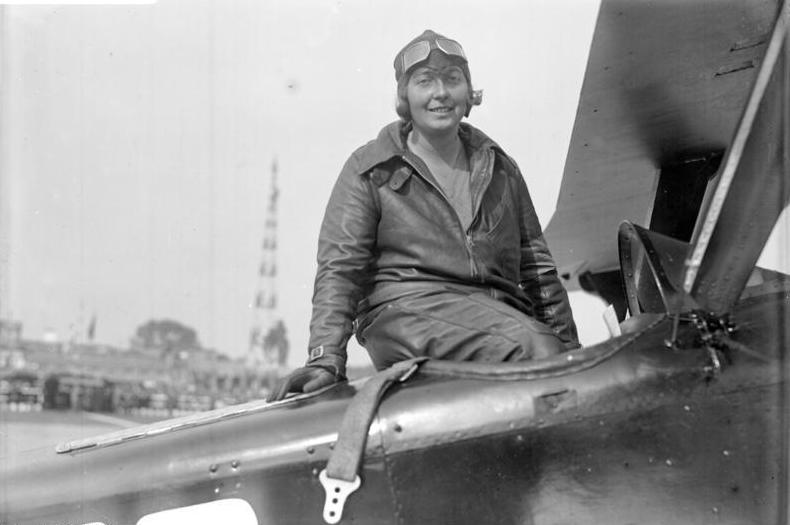
"The flying Fräulein" Thea Rasche

Uiver-passagier Thea Rasche (bijgenaamd "The flying Fräulein") gaf als verslaggeefster uit de eerste hand een enthousiast verslag van de luchtrace en van de kwaliteiten van de DC-2. Haar artikelen en foto's werden gepubliceerd in tal van tijdschriften over de gehele wereld en droegen daardoor bij aan de internationale waardering voor de prestaties van de KLM-bemanning en ook aan de promotie van het Douglas-product. Rasche werd in Melbourne gehuldigd als de enige vrouw die de race had volbracht, ook al was ze slechts passagier. Daarna reisde zij door naar de VS, waar zij opnieuw het middelpunt van huldigingen werd. Zij kreeg het erelidmaatschap van de Women's International Association of Aeronautics, een ontvangst door first lady Eleanor Roosevelt in het Witte Huis en een beker met het opschrift Wings around the world for peace – won by Thea Rasche, 1934 uit handen van vliegenierster Amelia Earhart.
Ook passagier Roelof Jan Domenie hield een dagboek bij.

## Einde van deUiver

### De ramp

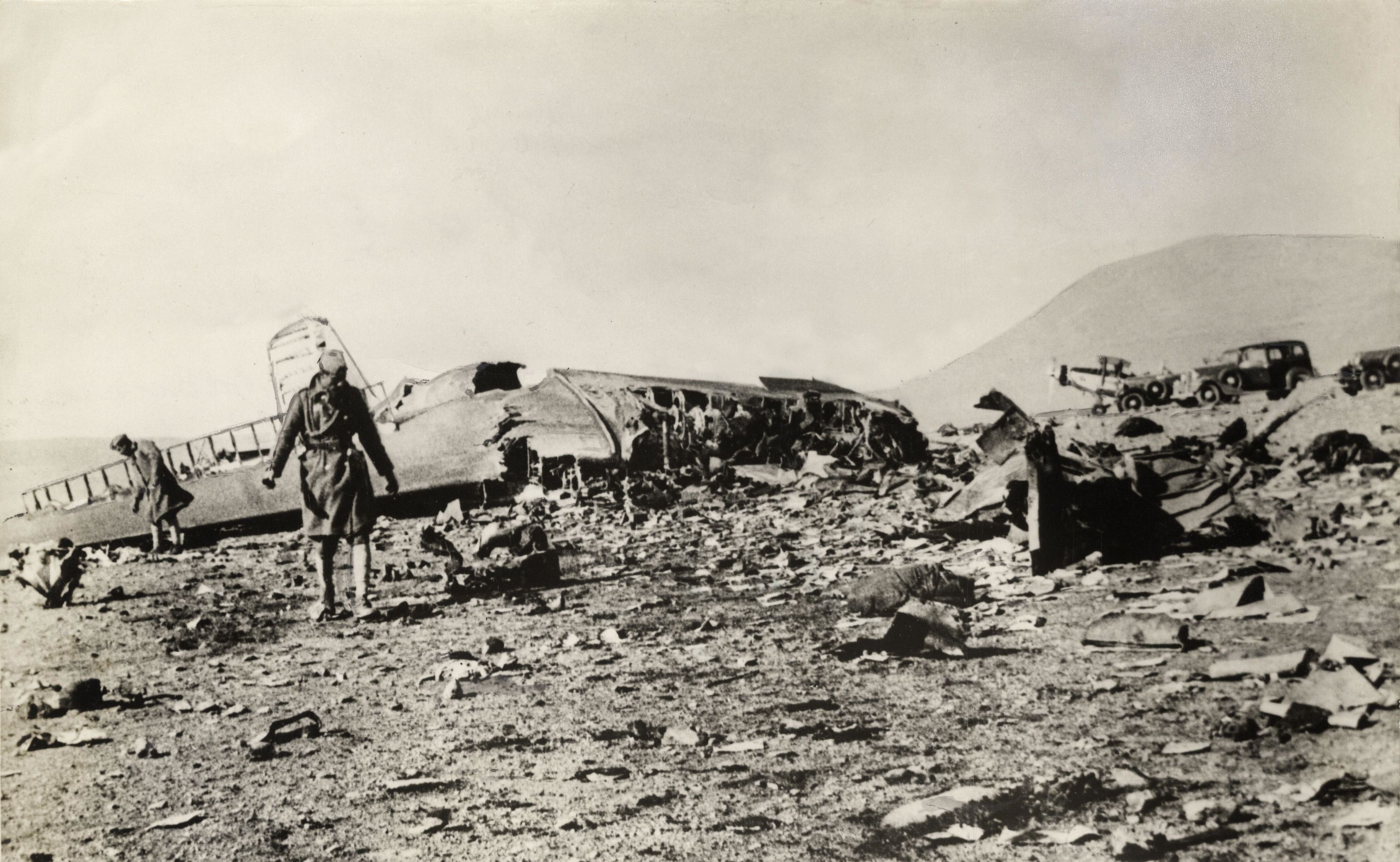
Het wrak van de Uiver

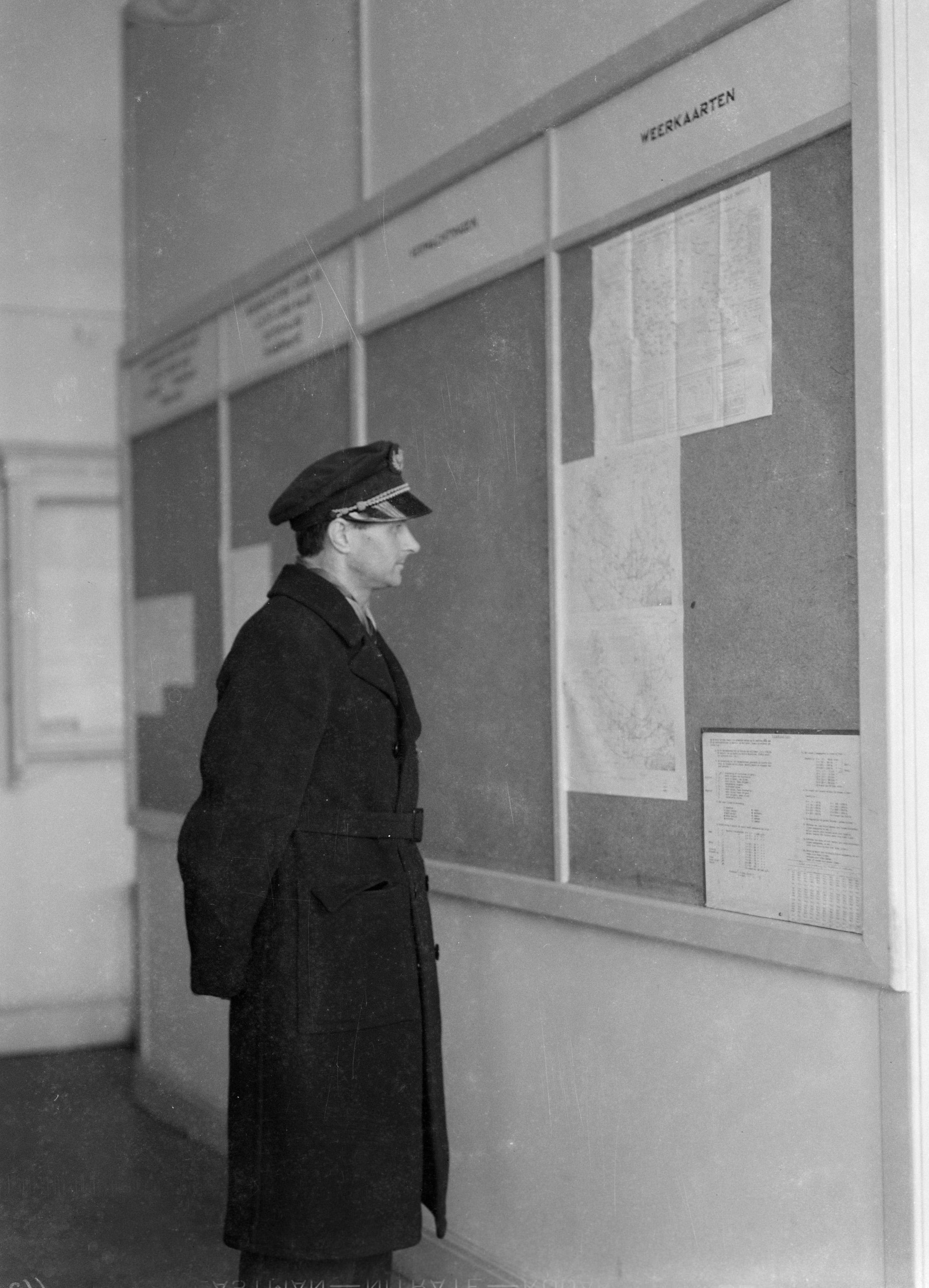
Piloot Willem Beekman raadpleegt de weerkaarten, oktober 1934

Op 20 december 1934, een maand na de terugkeer uit Australië, was de Uiver voor de tweede keer op weg naar Batavia. Het was een extra vlucht vanwege de kerst en er was veel reclame voor gemaakt zodat er 350 kg kerstpost aan boord was. Na een tussenstop in Caïro wilde gezagvoerder Willem Beekman, die sinds 1924 bij de KLM in dienst was en veel ervaring had op de Indië-route, niet vertrekken wegens de slechte weersomstandigheden. KLM-directeur Albert Plesman had gedreigd hem te ontslaan als deze prestigieuze vlucht vertraging kreeg, want het zou een enorme blamage zijn als de beroemde Uiver pas na de feestdagen met alle kerstpost in de kolonie zou aankomen.
Dus vertrok de Uiver toch, maar hij kwam nooit aan in Bagdad, de volgende halte. Door slecht weer verongelukte hij bij Ar-Rutbah (Rutbah Wells) in het Irakese deel van de Syrische Woestijn. Alle zeven inzittenden kwamen om: vier bemanningsleden (gezagvoerder Beekman, copiloot Van Steenbergen, boordwerktuigkundige Waalewijn en telegrafist Van Zadelhoff) en drie passagiers die na familiebezoek op de terugreis waren van Nederland naar Nederlands-Indië. Zij waren de krantenmagnaat Dominique Willem Berretty uit Bandoeng, de gezondheidswetenschapper Eduard Willem Walch, hoogleraar te Batavia, en de zakenman Jacob Thymen Kort uit Soerabaja. Een grafmonument voor gezagvoerder Beekman staat in Muiderberg, waar hij in 1936 werd herbegraven.
De Uiver, het populairste KLM-vliegtuig aller tijden, heeft dus - tussen de eerste vlucht op 19 september en de crash op 20 december 1934 - slechts drie maanden voor de KLM gevlogen. De veertien bestelde DC-2's, waarvan de PH-AKG Gaai als eerste werd overgedragen op 22 maart 1935, kwamen bij de KLM in dienst toen de Uiver er al niet meer was. Ook de Gaai was geen lang leven beschoren: dit toestel verongelukte al na vier maanden, op 20 juli 1935, in zwaar onweer bij San Bernardino (Zwitserland), waarbij alle dertien inzittenden omkwamen. In Iran had de KLM drie dagen eerder ook al een DC-2 verloren, de PH-AKM Maraboe, die uitbrandde zonder dat er doden vielen. Eind 1936 stortte de PH-AKL Lijster neer bij Londen (vijftien doden), in juli 1937 gevolgd door de PH-ALF Flamingo niet ver van Brussel (ook vijftien doden).
Het verongelukken van vijf vrijwel nieuwe DC-2's in nog geen drie jaar, met een verlies aan 50 mensenlevens in totaal, zorgde voor veel beroering bij pers en publiek. De euforie rond de Uiver was omgeslagen in kritiek op de KLM. Men vroeg zich af of de keuze voor het Amerikaanse product wel zo verstandig was geweest, maar directeur Plesman bleef achter deze beslissing staan.

### Onderzoeken
Na de vliegramp deden al snel complottheorieën over de toedracht de ronde. Een van de passagiers zou spionageactiviteiten hebben verricht voor Japan en daarom het doelwit van een aanslag of sabotage zijn geweest. Het ging om krantenman en roddelkoning D.W. Berretty, de bewoner van de Villa Isola in Bandoeng. Volgens een ander, nog opzienbarender verhaal zou hij een dochter van gouverneur-generaal B.C. de Jonge zwanger hebben gemaakt, waarna haar vader de in Irak gelegerde RAF-militairen zou hebben overgehaald de Uiver uit de lucht te schieten. Voor dergelijke fantasieverhalen bestond geen enkele serieuze aanwijzing en de officiële onderzoeken richtten zich dan ook op het slechte weer, de vliegeigenschappen van de DC-2 en de uitputtende omstandigheden waaronder de bemanningsleden hadden moeten werken. Niettemin zong het "Japanse spionnenverhaal" in 1984 opnieuw rond.
De ramp met de Uiver is onderzocht door dr. ir. H.J. van der Maas, hoofd van de afdeling Vliegtuigen van de Rijks Studiedienst voor de Luchtvaart (RSL, 1919-1937). Hij had in de herfst van 1934, dus al voor de ramp, onderzoek gedaan naar de stabiliteits- en besturingskenmerken van de DC-2. Hij arriveerde op 26 december op de plek des onheils. Op 8 januari 1935 bracht hij zijn eerste verslag uit aan de Luchtvaartdienst (LVD), gevolgd door het definitieve rapport op 5 februari 1935. Zijn conclusie was:
"Het moet waarschijnlijk worden geacht, dat de zeer ongunstige weersomstandigheden, tezamen met minder gunstige vliegeigenschappen van het toestel in zware remous en vermoeidheid van de vlieger geleid hebben tot de botsing met de grond die de catastrophe tengevolge had".
Latere schriftelijke rapporten zijn nooit gepubliceerd. Zij werden in 1992 door historicus Herman Dekker bij de toenmalige Raad voor de Luchtvaart teruggevonden. Ook een onderzoekscommissie van de KLM onder leiding van M.C. Moes (Hoofd-Inspecteur Dienst Amsterdam-Batavia) heeft ter plaatse onderzoek gedaan. Leden van deze commissie waren onder anderen de bekende gezagvoerders Gerrit J. Geysendorffer (die met de Pander Postjager met veel pech ook aan de Melbourne-race had deelgenomen) en Leendert Sillevis. De laatstgenoemde had samen met Beekman tijdens een eerdere vlucht boven de Ardennen problemen ondervonden met de Uiver, die met moeite in de hand te houden was en zelfs even onbestuurbaar was geweest.
De RSL had sinds 1931 een Permanente Ongevallen Commissie (POC) onder voorzitterschap van de Directeur Luchtvaartdienst E.Th. de Veer. Er waren nog drie leden, onder wie Van der Maas, die het eerste onderzoek had verricht. Om de objectiviteit van het onderzoek naar het verongelukken van de Uiver te waarborgen kreeg de POC op 7 februari 1935 een gewijzigde samenstelling met als voorzitter vice-admiraal jhr. G.L. Schorer. Het onderzoeksteam maakte twee rapporten, een technisch rapport en een rapport wie er verantwoordelijk was voor het ongeluk. Het technische rapport bevestigde de conclusies in het rapport van Van der Maas. Het rapport over de verantwoordelijkheid van de ramp werd in de doofpot gestopt. Een kleine vijftig jaar later, in 1984, kreeg Het Vrije Volk dit rapport in handen en publiceerde het. Het rapport stelde dat de schuld van het ongeluk lag bij de KLM onder leiding van Albert Plesman en minister Jacob Kalff. Het rapport stelt dat door de niet gemaakte aanpassingen van het vliegtuig en de bekende gevaren de KLM te veel risico's had genomen met het maken van de vlucht en dat het onverantwoord was om passagiers mee te nemen.
Volgens dit rapport kon de piloot niet verantwoordelijk worden gehouden voor het ongeluk. Terwijl hij in Cairo, "moe was en zelfs een beetje verdoofd" met twijfels of hij "mentaal fit genoeg was voor de moeilijke vlucht", kon hem niets worden verweten omdat hem door de KLM was bevolen deze snelle vlucht te maken op straffe van ontslag. De moeilijke bestuurbaarheid van het vliegtuig bij zwaar weer was bekend bij het management van KLM. Hoewel Beekman een ervaren piloot was, had hij twee keer de controle over het vliegtuig verloren bij een eerdere vlucht vanuit Cairo bij zwaar weer. Volgens het rapport was te verwachten dat dergelijke omstandigheden ook op deze vlucht aanwezig zouden zijn. De meervoudige gewenste aanpassingen aan het vliegtuig werden door de KLM niet doorgevoerd vanwege "tijdsgebrek". Tweede piloot Van Steenbergen had slechts tien vlieguren in dit toestel gemaakt. Volgens de Amerikaanse regelgeving is dit onvoldoende voor een dergelijke vlucht. Vanwege de tekortkomingen in de voorbereiding en de genomen risico's voor een vlucht die in recordtijd moest worden voltooid, was het volgens het rapport onverantwoord om passagiers op deze vlucht toe te laten.
Na de crash concludeerde de commissie dat de KLM meerdere belangrijke documenten had vernietigd, waaronder Beekmans rapport over de vluchteigenschappen van het toestel en het verslag van de vergadering daarover. Bij de zoektocht was de kast van Beekman opengebroken.
Naast de KLM werd de Minister van Waterstaat Jacob Kalff deels verantwoordelijk gehouden voor de ramp. Hij had een bewijs van luchtwaardigheid afgegeven voor het toestel met minder eisen dan gewenst vanwege de "grote belangen van de KLM" en hij had geen passagiersvergunning mogen afgeven. De zes eisen die de minister vroeg in ruil voor het afgeven van het bewijs, waren door de KLM niet uitgevoerd.

### Nasleep
Op grond van de conclusies van het technische rapport van de commissie en de onderzoeken van de KLM en Douglas zelf werd het ontwerp van de nog te bouwen DC-2's op een aantal punten gemodificeerd en werden de al bestaande exemplaren dienovereenkomstig aangepast.
Naar aanleiding van de rapporten over het neerstorten van de Uiver en de vele andere vliegtuigongelukken in die periode kwam de overheid tot het inzicht dat een strakke greep op het luchtverkeer noodzakelijk was voor de veiligheid. Een commissie onder voorzitterschap van staatsraad D.A.P.N. Koolen deed aanbevelingen voor onder meer regulering van en toezicht op het vliegverkeer boven Nederland, de benoeming van een Raad voor de Luchtvaart die onderzoek kon laten doen op basis van een Luchtvaartrampenwet en de invoering van een werk- en rusttijdenbesluit voor de bemanningen. Deze verbeteringen werden vanaf 1937 doorgevoerd.

## De tweedeUiver

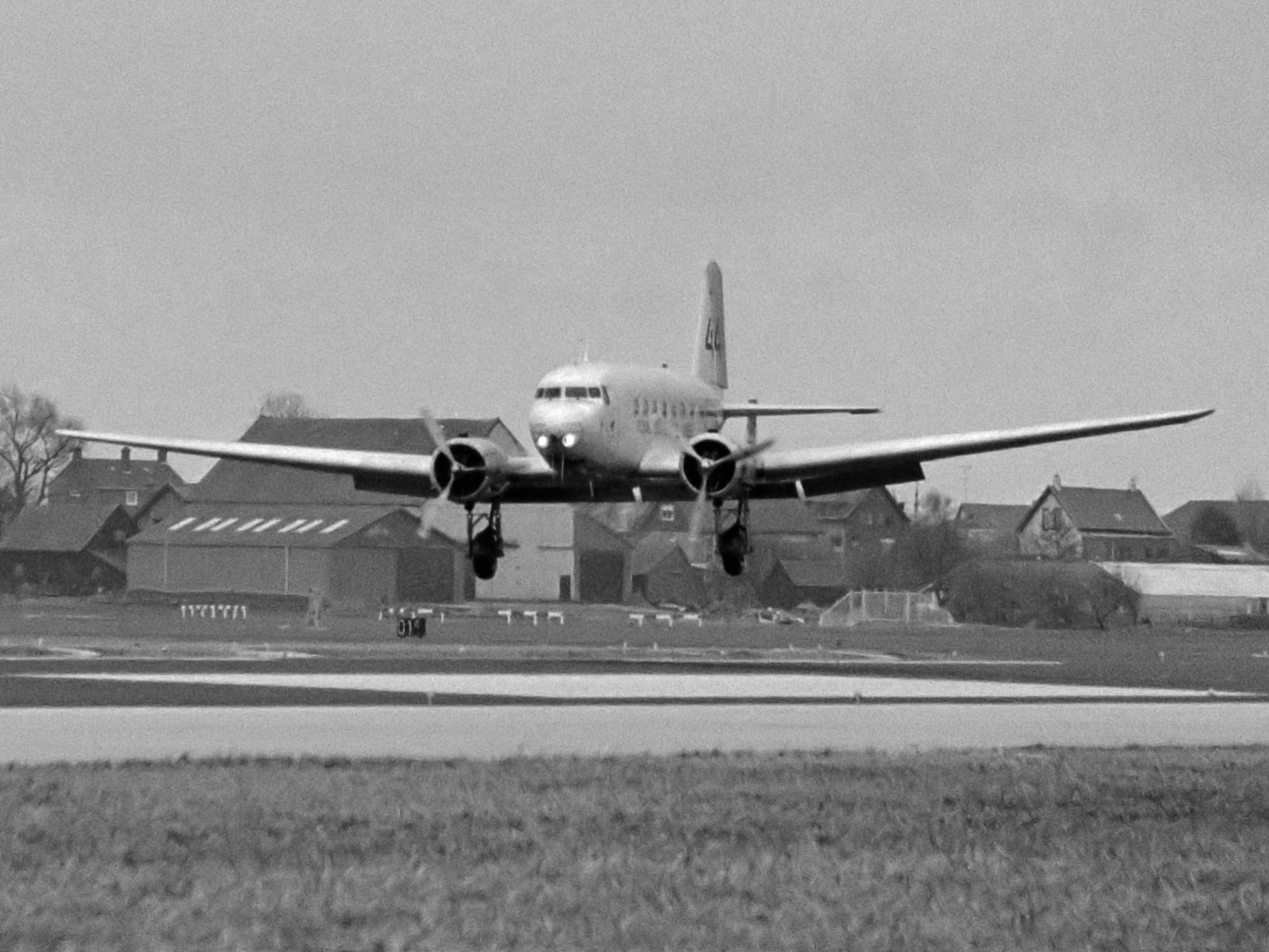
De Uiver keert terug op Schiphol, 31 maart 1984

In 1983 werd een DC-2 vanuit de Verenigde Staten naar Antwerpen en vervolgens per ponton naar Nederland vervoerd om te worden getoond in een documentaire. Dit exemplaar was in 1934 gebouwd voor de US Navy. Op 18 december 1983 begon dit toestel aan een herhaling van de vlucht naar Melbourne. Op 5 februari 1984 bereikte het vliegtuig de eindbestemming, en op 31 maart 1984 keerde het, vertraagd door motorpech in Riaad, terug op Schiphol. De bemanning bestond uit gezagvoerder Jan Plesman (kleinzoon van Albert Plesman, zoon van Hans en neef van Jan Leendert Plesman), co-piloot Fred Schouten en de boordwerktuigkundigen Bonne Pijpstra en Ton Degenaars (1948-2006). Na afloop werd het toestel ontmanteld en per boot teruggezonden naar de nucleair fysicus en vliegtuigenverzamelaar Colgate W. Darden III in Lexington (South Carolina), die sinds 1968 de eigenaar was.

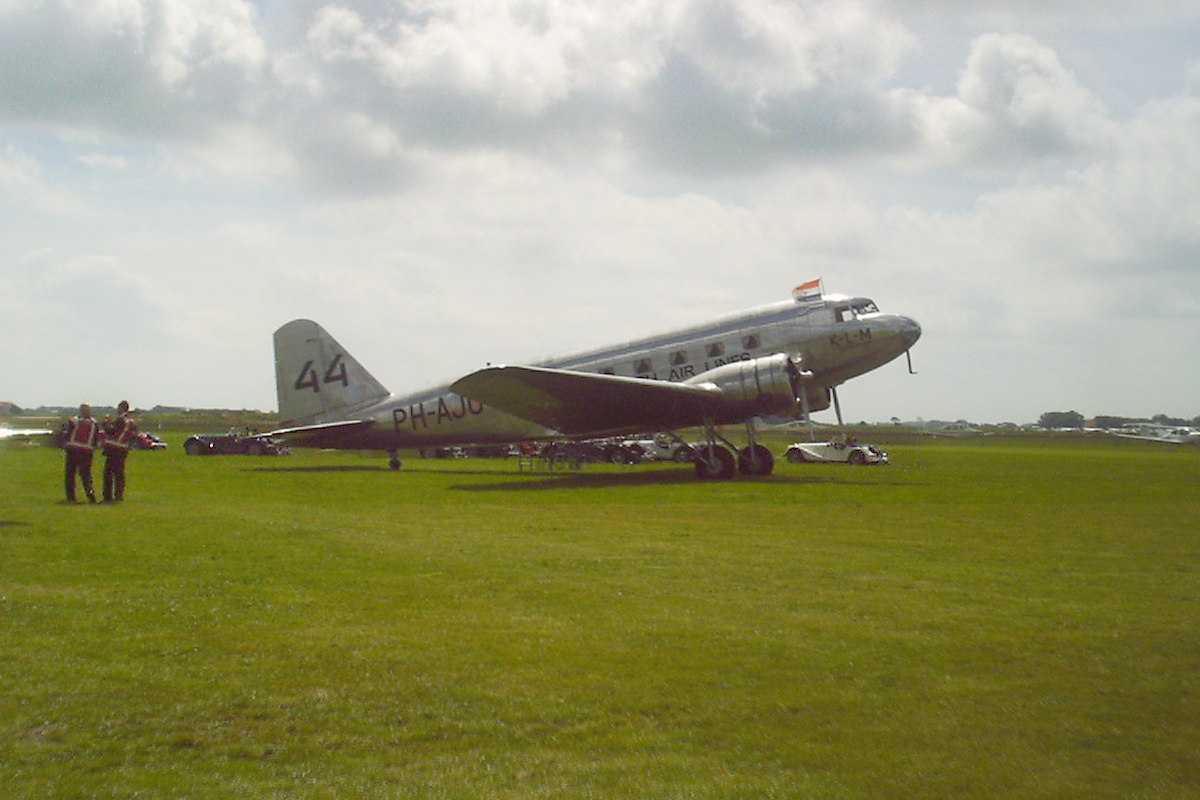
DC-2 in de uitmonstering van de Uiver op de Texel Airshow, 2007. Het staartnummer 44 herinnert aan het wedstrijdnummer van de oorspronkelijke Uiver in de Melbourne-race.

In 1999 kon een daartoe opgerichte stichting deze DC-2 alsnog aankopen na een crowdfunding-actie. Het was een van de acht nog bestaande DC-2's en een van de twee nog luchtwaardige. Het vliegtuig, dat in het Nationaal Luchtvaart-Themapark Aviodrome op Lelystad Airport staat opgesteld, kreeg de naam en het oude kleurenschema van de eerste Uiver. Ook de oorspronkelijke registratie PH-AJU is op het toestel aangebracht, hoewel het officieel staat ingeschreven in het Amerikaanse burgerluchtvaartregister onder de registratie NC39165. Dit vliegtuig is op 9 juli 2005 door zijn landingsgestel gezakt bij het taxiën op marinevliegveld Den Helder. Nadat het door vrijwilligers was opgeknapt, was het toestel in juni 2007 weer vliegklaar.